# Ise Yoichi
Ise Yoichi (伊勢与市; fl. XVI secolo) fu un commerciante 商人 (shōnin?) dell'epoca Azuchi-Momoyama.

## Biografia
Il 19º anno dell'era Tenshō (1591), aprì il primo bagno pubblico (銭湯 sentō) a pagamento nelle vicinanze del Zenigame-hashi a Edo (nell'attuale Marunouchi, nel quartiere Chiyoda di Tōkyō). L'accesso alla vasca costava 1 Eiraku mon.  Secondo alcune fonti, l'iniziativa fu accolta da uno strepitoso successo, mentre secondo altre fonti non ebbe, almeno inizialmente, un grande impatto sulla società.